# Karbo (band)
Karbo is een groove-metalband afkomstig uit de Groningen (Nederland) en is in 2001 opgericht.
Karbo heeft op diverse muziekfestivals gespeeld zoals Eurosonic (2004), Noordschok (2005) en Booch? (2005).
Eind december 2007 gaat Karbo de studio in om een volledig album te maken dat in 2008 uitkomt.

## Samenstelling
- Frank van den Beld - gitaar
- Marc van Duijn - gitaar (sinds eind 2006)
- Rutger Brouwer - basgitaar
- Reinee Huizinga - drums

## Discografie
- Good Mourning (EP, 2001)
- Leech (EP, 2003)
- Shards Of Glass (Single, 2006)
- Crossing Borders (Full-length CD, 2009)